# カステルピッツート
カステルピッツート（イタリア語: Castelpizzuto）は、イタリア共和国モリーゼ州イゼルニア県にある、人口約170人の基礎自治体（コムーネ）。

## 地理

### 位置・広がり
イゼルニア県南部のコムーネである。

#### 隣接コムーネ
隣接するコムーネは以下の通り。
- カステルペトローゾ
- ロンガーノ
- ペットラネッロ・デル・モリーゼ
- ロッカマンドルフィ
- サンタ・マリーア・デル・モリーゼ